# Kinsky

Stammwappen der Familie Kinsky

Kinsky von  Wchinitz und Tettau  (ursprünglich Wchinsky, tschechisch Kinští z Vchynic a Tetova) ist der Name eines böhmischen Uradelsgeschlechts, das urkundlich seit 1237 bekannt ist. Zweige wurden 1628 und 1687 in den Reichsgrafenstand und 1676 in den böhmischen Grafenstand, ein Zweig 1747 in den Reichsfürstenstand erhoben. Das Geschlecht erwarb bedeutenden Besitz in Böhmen und Mähren, den es großenteils bis zur Enteignung nach 1945 oder 1948 hielt. Einige gräfliche Zweige des Geschlechts bekamen nach 1990 ihren früheren Besitz in Tschechien zurückerstattet. Die Kinskys stellten zahlreiche bedeutende Staatsmänner im Königreich Böhmen und in der Habsburgermonarchie.
Das Haus Kinsky ist gleichen Stammes und Wappens mit den erloschenen Rittern von Racicky und den Freiherren von Tettau.

## Geschichte
Das Geschlecht erscheint erstmals urkundlich am 16. Mai 1237. Der erste urkundlich bekannte Kinsky ist Heinrich von Vchynic 1239 in einer Schenkung an das Kloster Osek. Die Brüder Protivec und Vecemil nennen sich am 1. März 1307 nach der ehemaligen Burg Wchynic (Chynic) im Bezirk Leitmeritz von Wchynic. Seit dem 13. Jahrhundert war auch Teplitz im Besitz der Familie (bis 1634) und seit 1344 die Burg Opárno.
Am 13. März 1596 erfolgte zu Prag die Böhmische Bestätigung des Herrenstandes und Vereinigung des Namens Wchynic und Tettau. Der Kaiserliche Rat und Kämmerer Wilhelm Kinsky von Wchinitz und Tettau wurde am 2. Juli 1628 in Znaim in den Reichsgrafenstand erhoben; als Protestant musste er dann jedoch emigrieren, behielt aber seinen umfangreichen böhmischen Besitz und wurde in Dresden zu einem der Anführer der Exulanten. Er versuchte, Wallenstein auf die protestantische Seite zu ziehen und wurde zusammen mit diesem 1634 in Eger ermordet.
Sein Neffe Johann Oktavian (1604–1679) wurde 1676 in den böhmischen Grafenstand erhoben, der Reichsgrafenstand wurde dessen Söhnen Franz Ulrich und Wenzel Norbert, die beide als Oberkanzler von Böhmen amtierten, 1687 bestätigt. Das Geschlecht teilte sich unter zwei von Wenzel Norberts Söhnen, beide ebenfalls böhmische Oberkanzler, in die I. (gräfliche) Linie, die von Franz Ferdinand (1678–1741) abstammt und die II. (fürstliche) Linie, die auf seinen Bruder Philipp Joseph (1700–1749) zurückgeht.

### Gräfliche Linie
Die I. Linie unterteilte sich wiederum in die drei Äste Chlumetz (seit 1626 im Besitz der Familie, wo 1721–1723 das Schloss Karlova Koruna (Karlskron) errichtet wurde), Bürgstein (1710 erworben) mit Löschna (seit 1887) und Morkowitz (seit 1911) sowie den von 1706 bis 1931 in Niederösterreich ansässigen Ast auf Matzen mit Angern an der March.
Burg Rychmburk (Richenburg/Reichenberg) gehörte von 1714 bis 1823 zum Familienbesitz. Durch die Ehe des Grafen Zdenko Radslav Kinsky (1896–1975) mit Eleonore Gräfin von Clam-Gallas im Jahre 1921 kam das Kloster Žďár in seinen Besitz, das 1991 restituiert wurde. Die bekannteste Vertreterin dieser Linie ist die Friedensnobelpreisträgerin Bertha von Suttner, geb. Gräfin Kinsky (1843–1914). Eine Enkelin des Grafen Zdenko Radslav Kinsky ist die Kabarettistin Margie Kinsky.

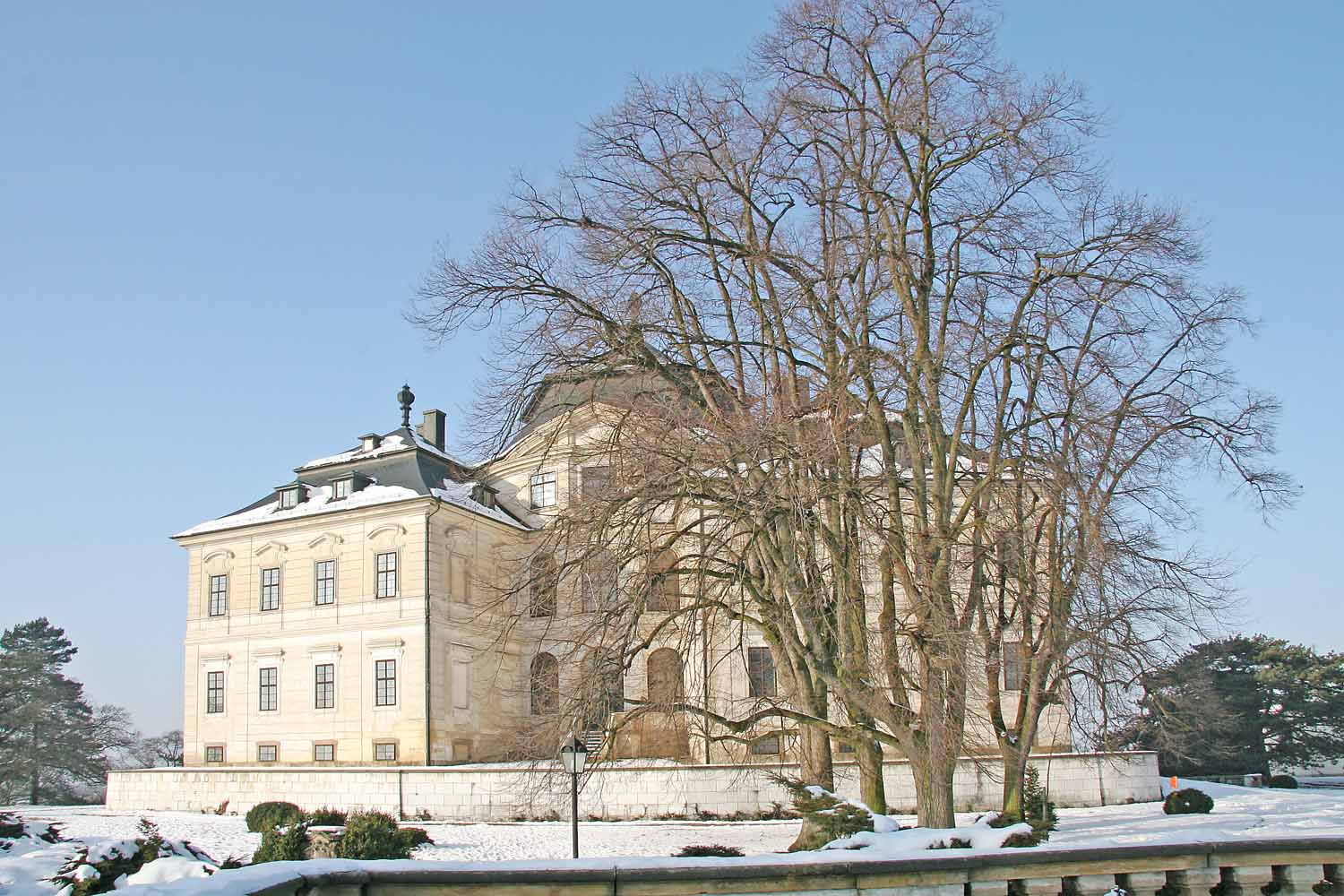
Schloss Karlova Koruna (Karlskron)
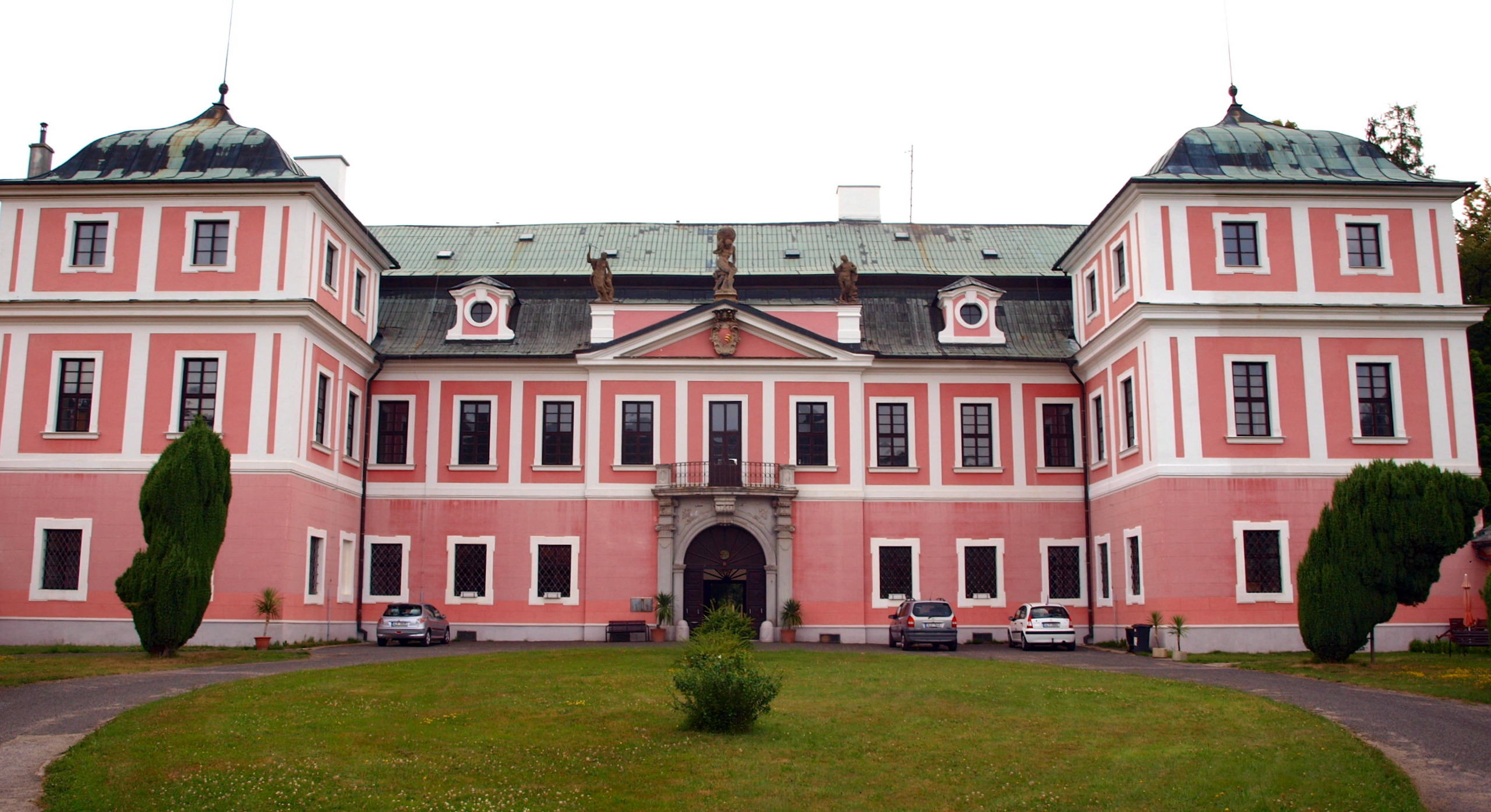
Schloss Bürgstein
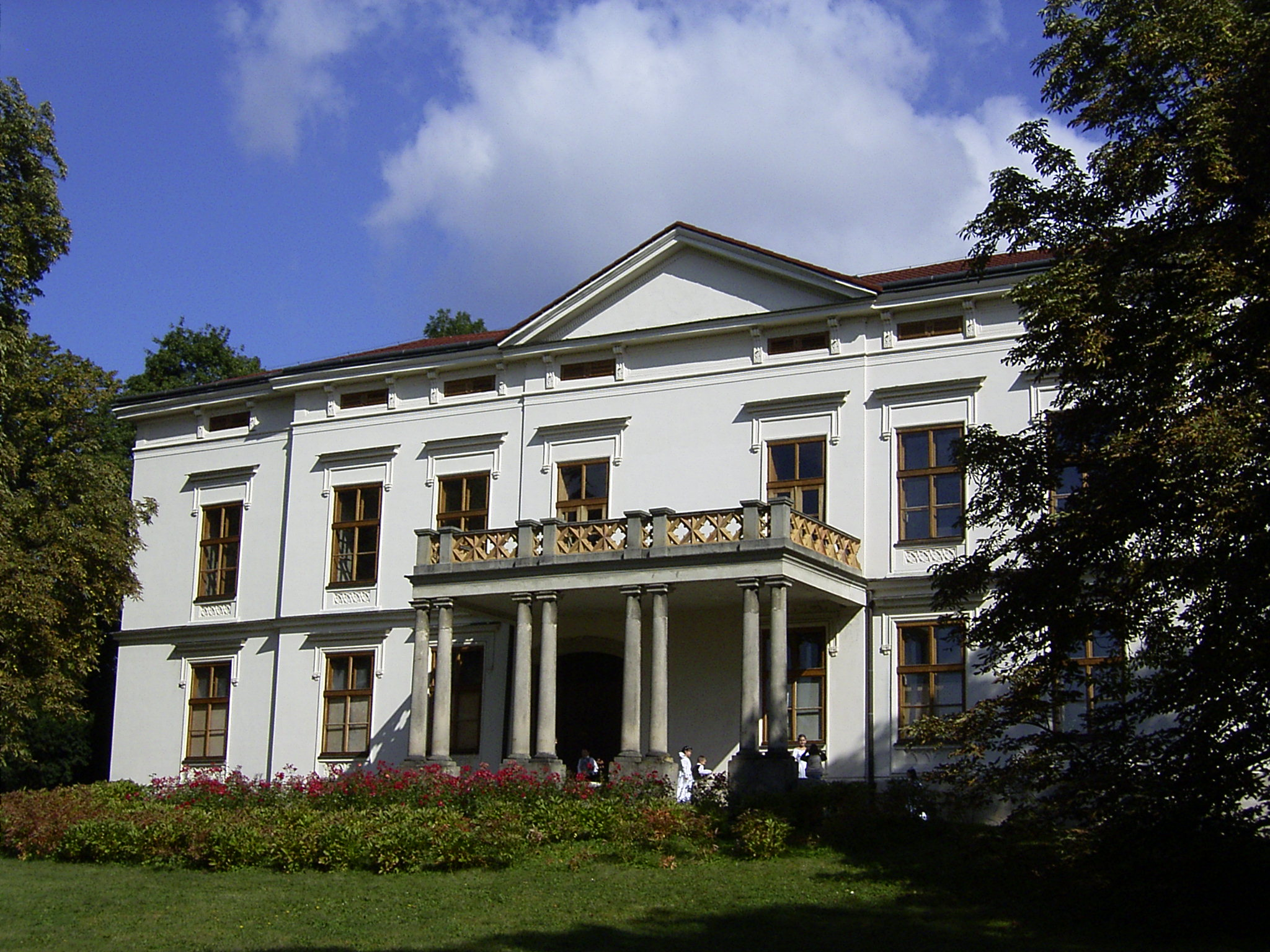
Schloss Löschna
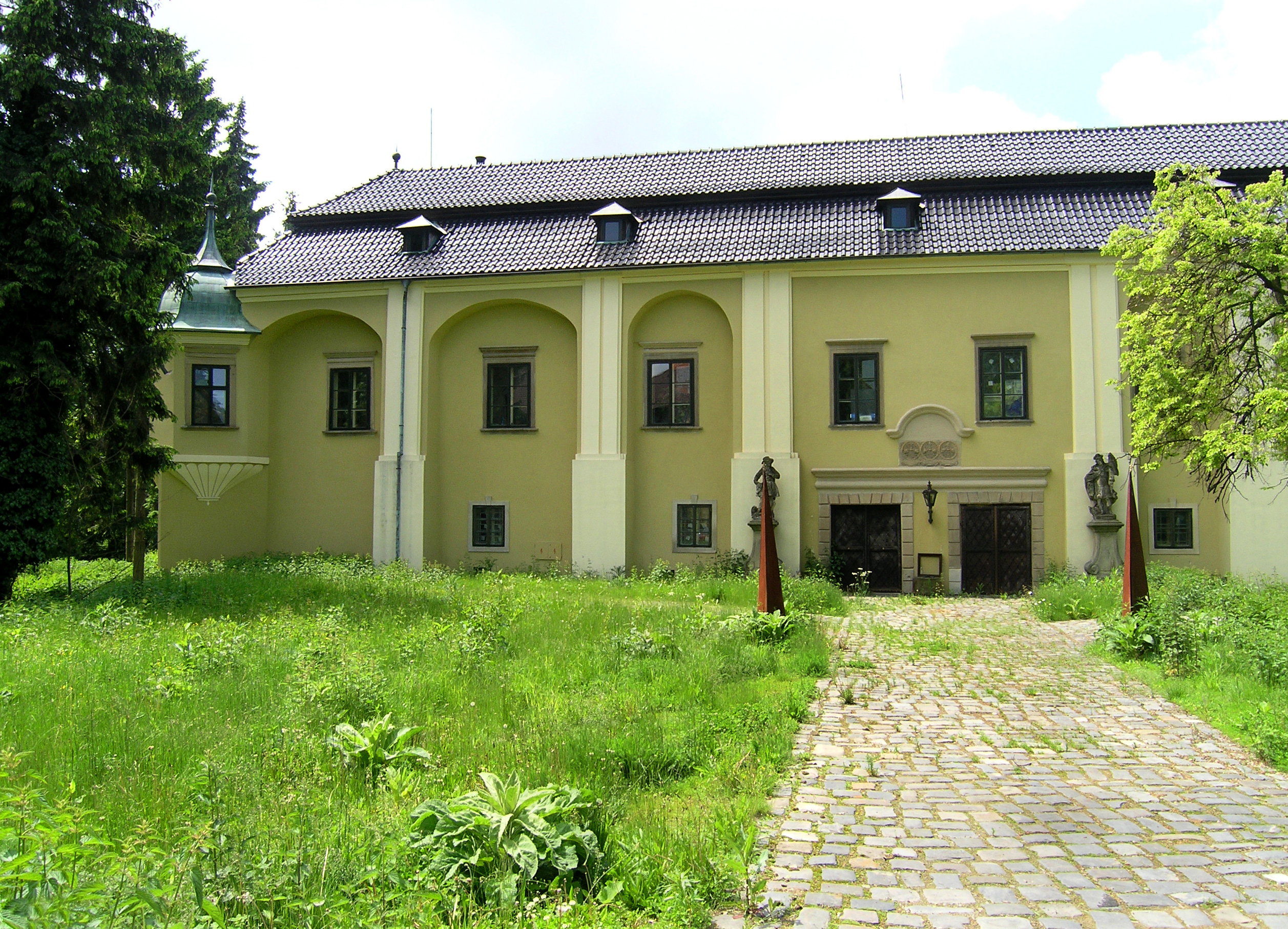
Schloss Morkowitz
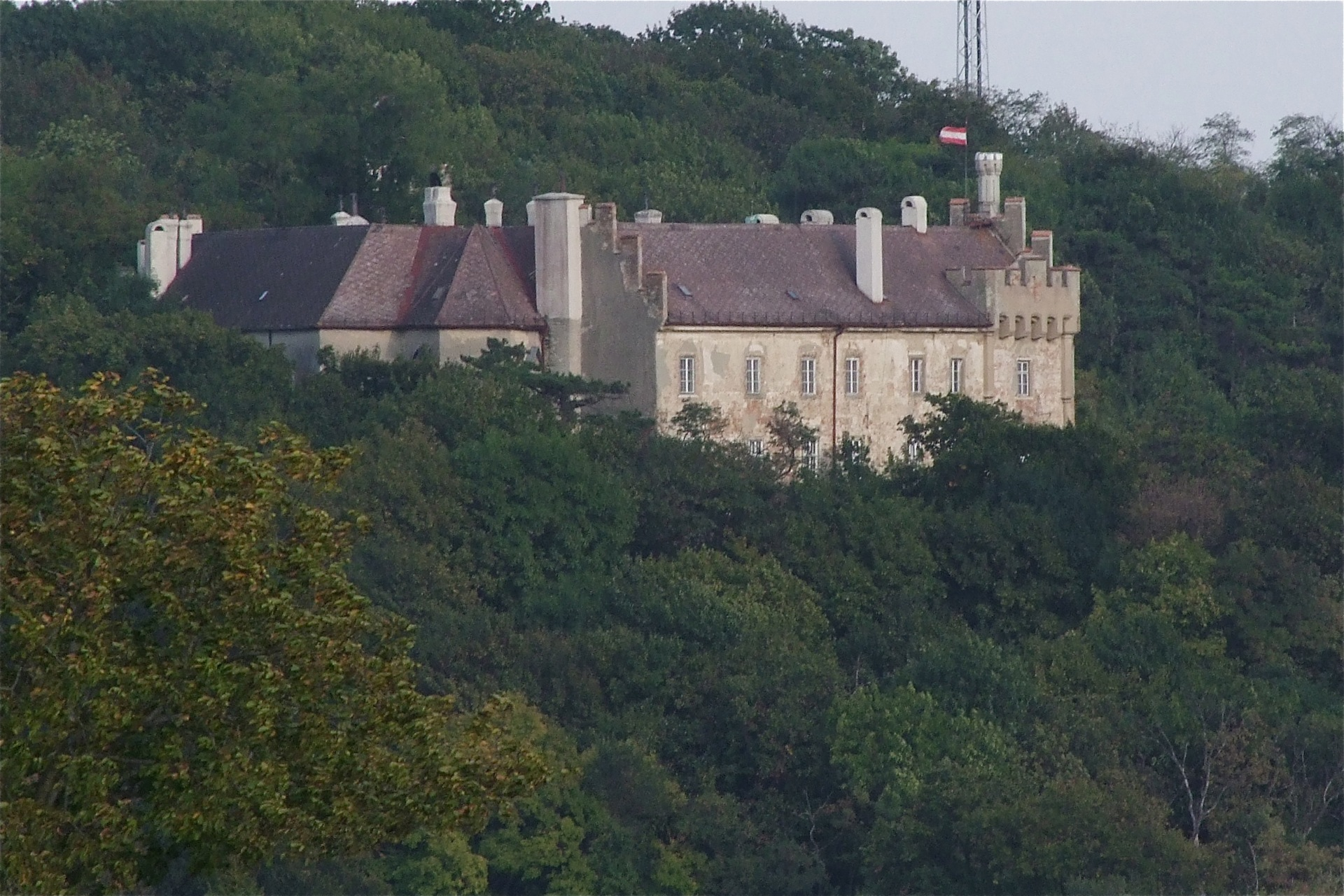
Schloss Matzen
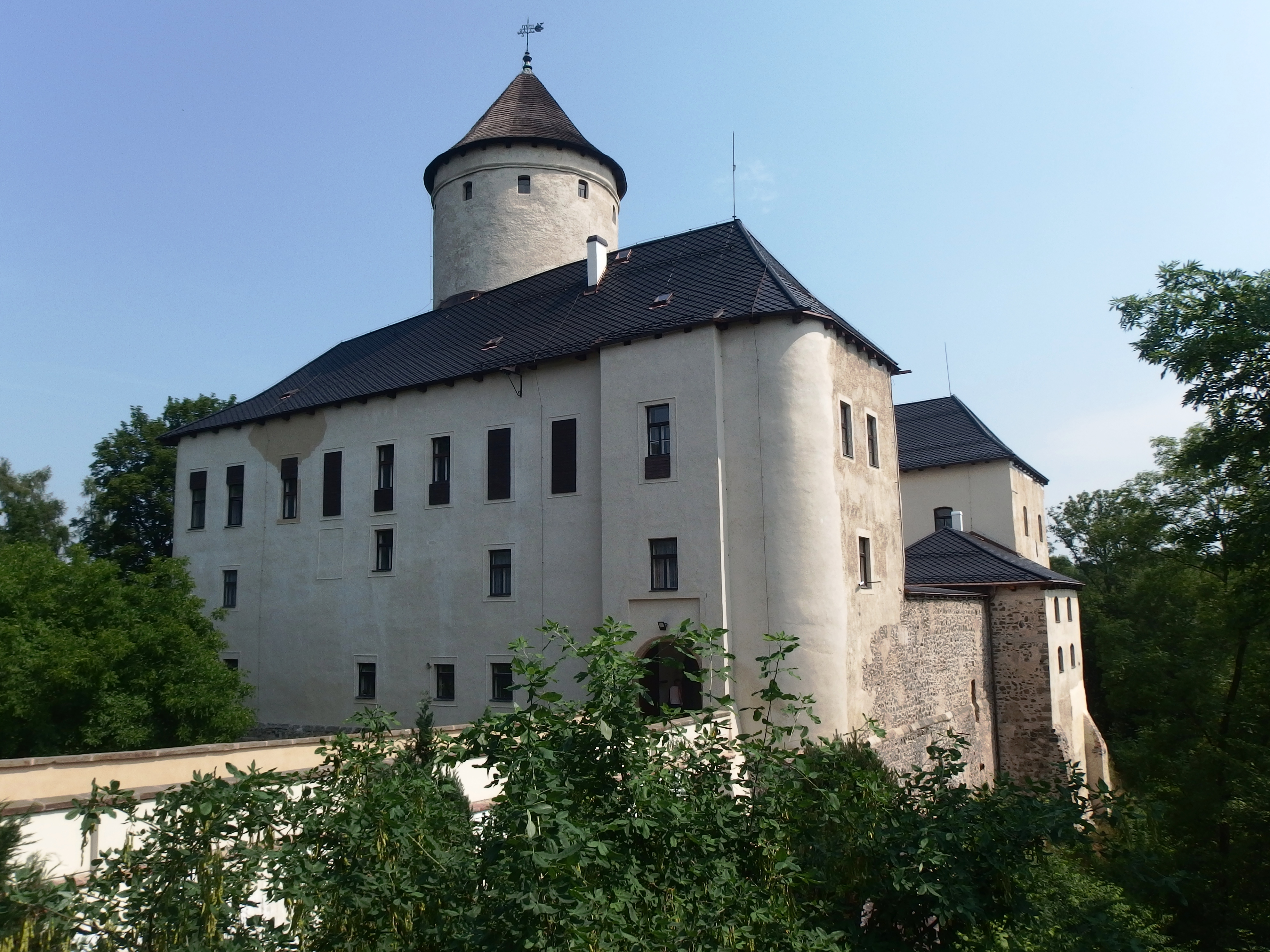
Richenburg
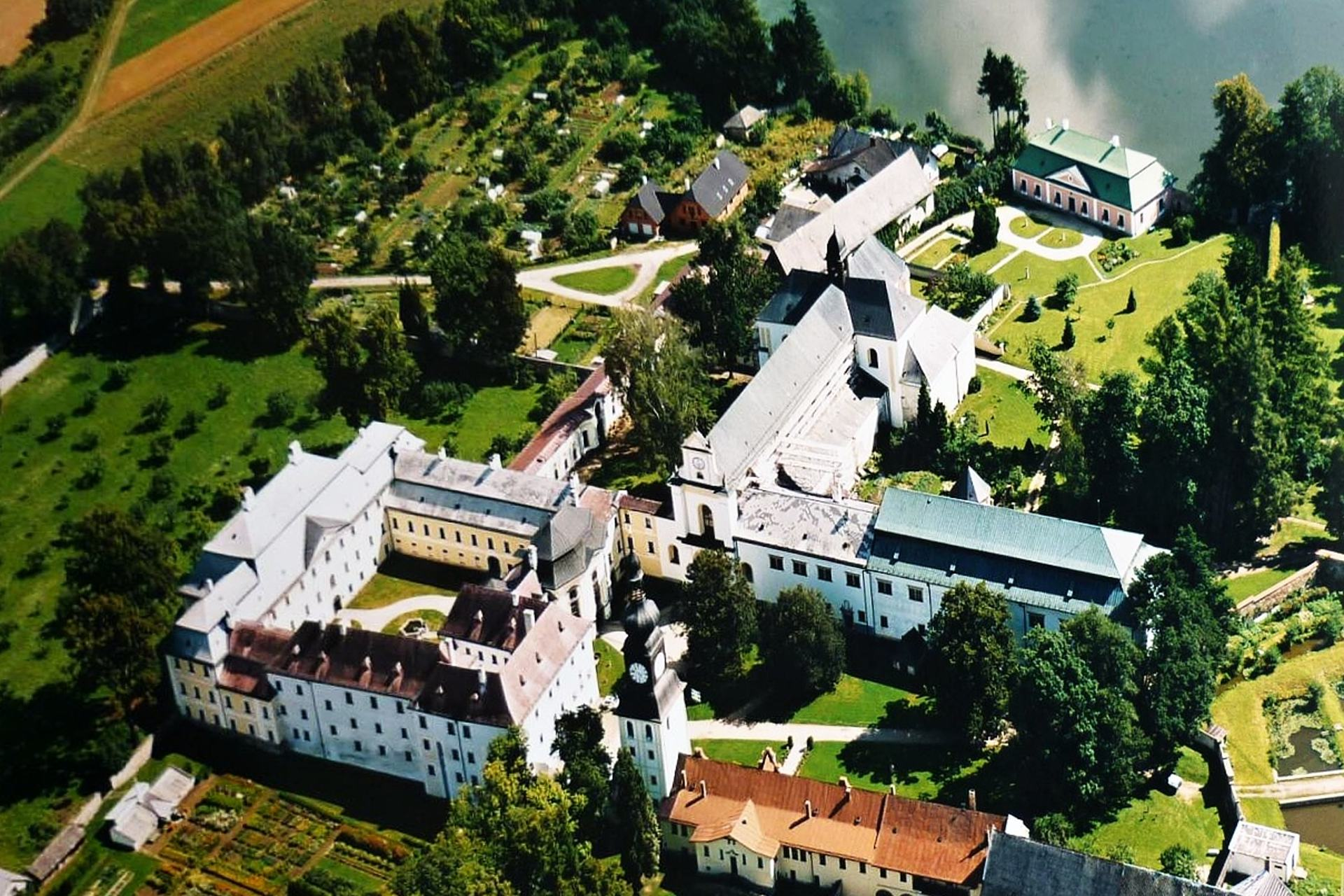
Kloster Žďár

### Fürstliche Linie
Der II. Linie wurde 1752 in Person des späteren Feldmarschalls Franz de Paula (1726–1792) der erbliche Fürstentitel zuerkannt, welcher 1746/47 bereits einem Bruder der beiden Linienstammväter, Stephan Wilhelm (1679–1749), verliehen worden war, dessen Sohn Franz-Joseph (1726–1752) aber ohne männlichen Erben verstorben war. Stephan Wilhelm war 1746 in den böhmischen und 1747 in den Reichsfürstenstand erhoben worden; da jedoch kein reichsunmittelbares Territorium erworben wurde, hatten er und seine Nachfolger keinen Sitz im Reichsfürstenrat inne und wurden damit nicht reichsständisch. Die fürstliche Linie gehört damit dem Hochadel „dritter Abteilung“ an. Der Fürstentitel vererbt sich in Primogenitur, die Nachgeborenen führen den Titel Graf/Gräfin.
Seit 1709 war die Linie auf Schloss Chotzen und Schloss Rositz (Rosice u Chrasti im Okres Chrudim) ansässig, die einen Fideikommiss bildeten. Ferner gehörte den Fürsten die seit 1614 im Familienbesitz befindliche Herrschaft Böhmisch Kamnitz, seit 1721 auch Zlonice, seit 1768 das Palais Kinsky in Prag (bis 1945) und ab 1828 Heřmanův Městec (Hermannstädtel). 1834 erwarb Fürst Rudolf ferner die Herrschaft Horažďovice, die bis 1945 im Besitz eines jüngeren Zweiges blieb, dem die Fürstin Marie von Liechtenstein (1940–2021) entstammt. Sein Bruder Graf Joseph Erwin (1806–1862) ließ sich 1829–1835 das Schloss Kostelec nad Orlicí (Adlerkosteletz) im Empire-Stil erbauen; es wurde seinen Erben 1997 zurückübertragen. Ein weiterer jüngerer Zweig besaß Schloss Mährisch Kromau.

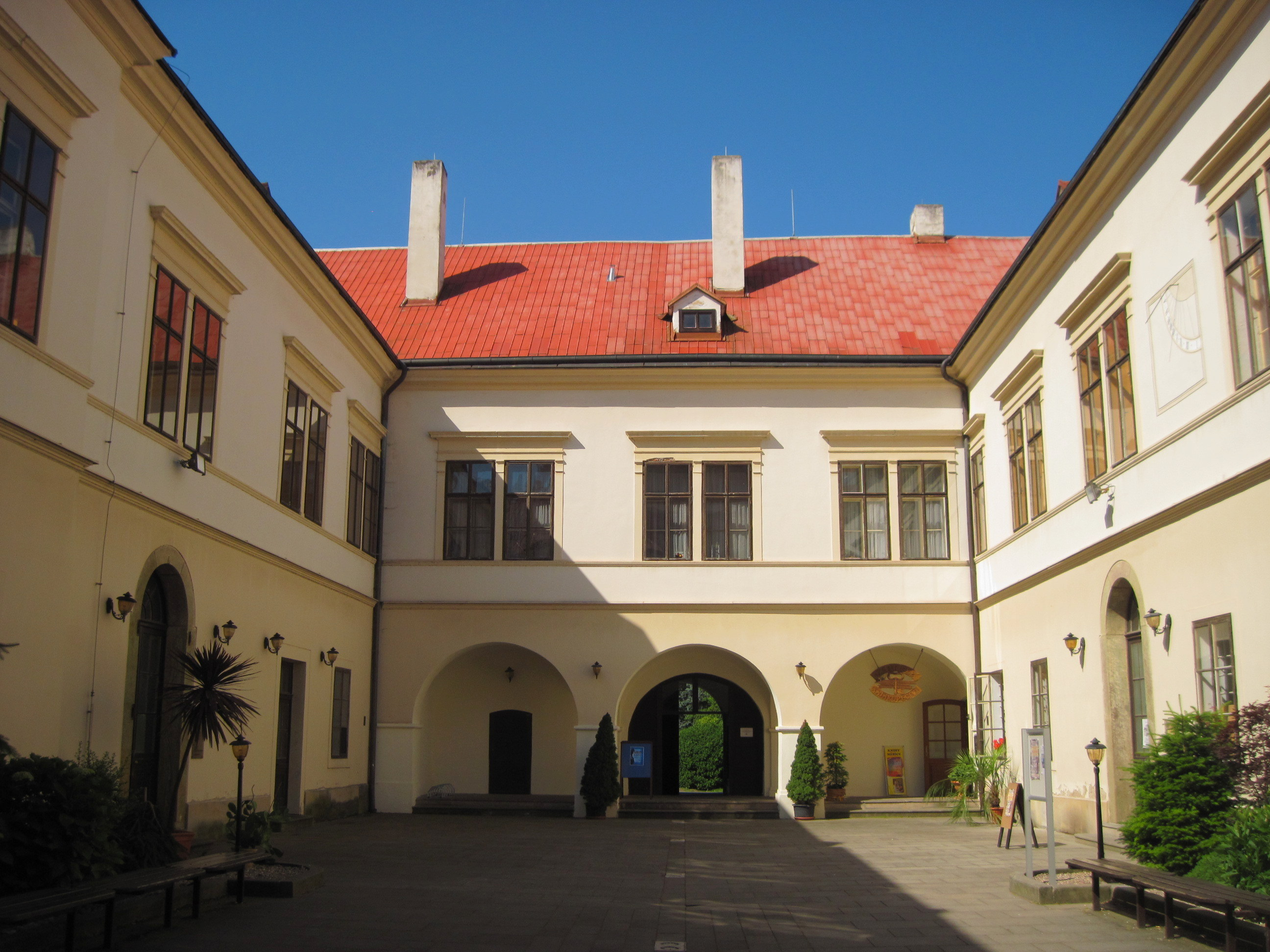
Schloss Chotzen (Choceň)
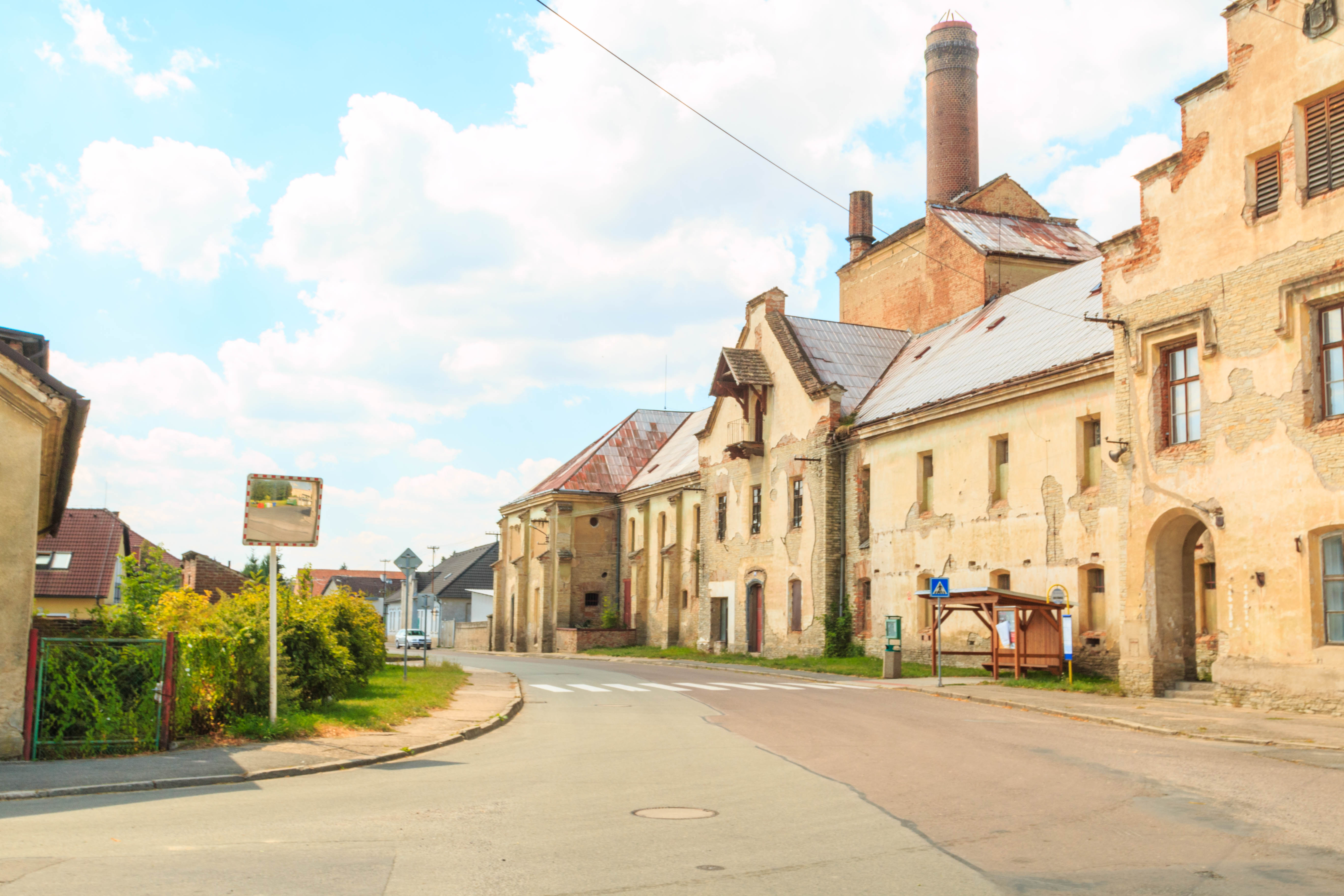
Schloss Rositz
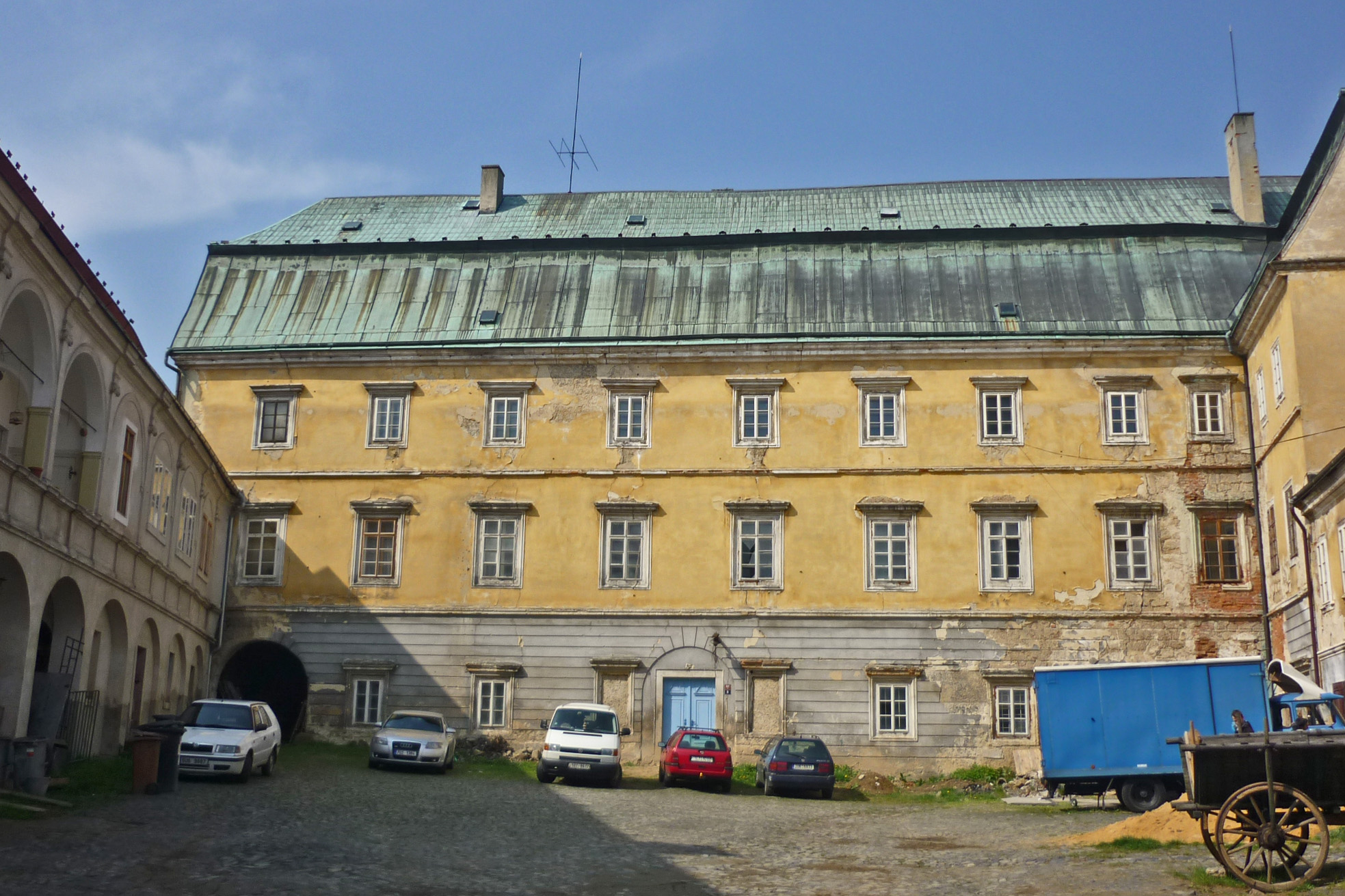
Schloss Böhmisch Kamnitz
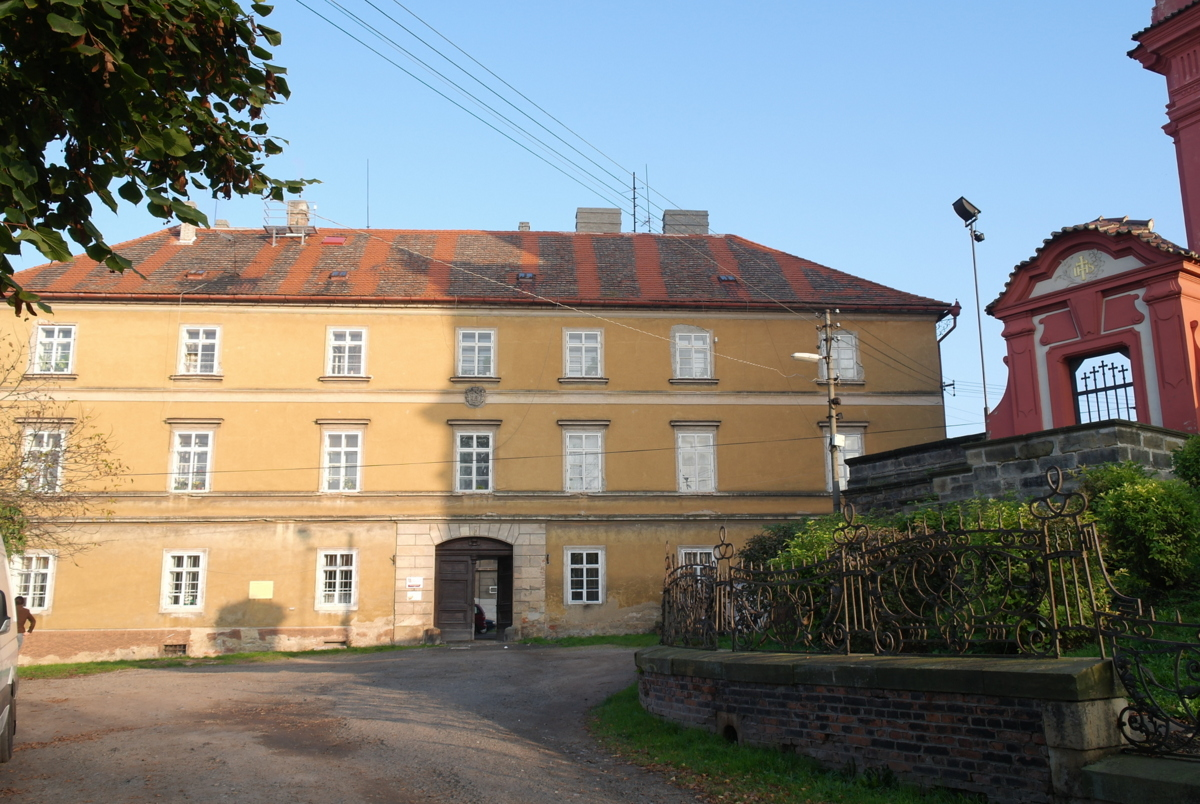
Schloss Slonitz
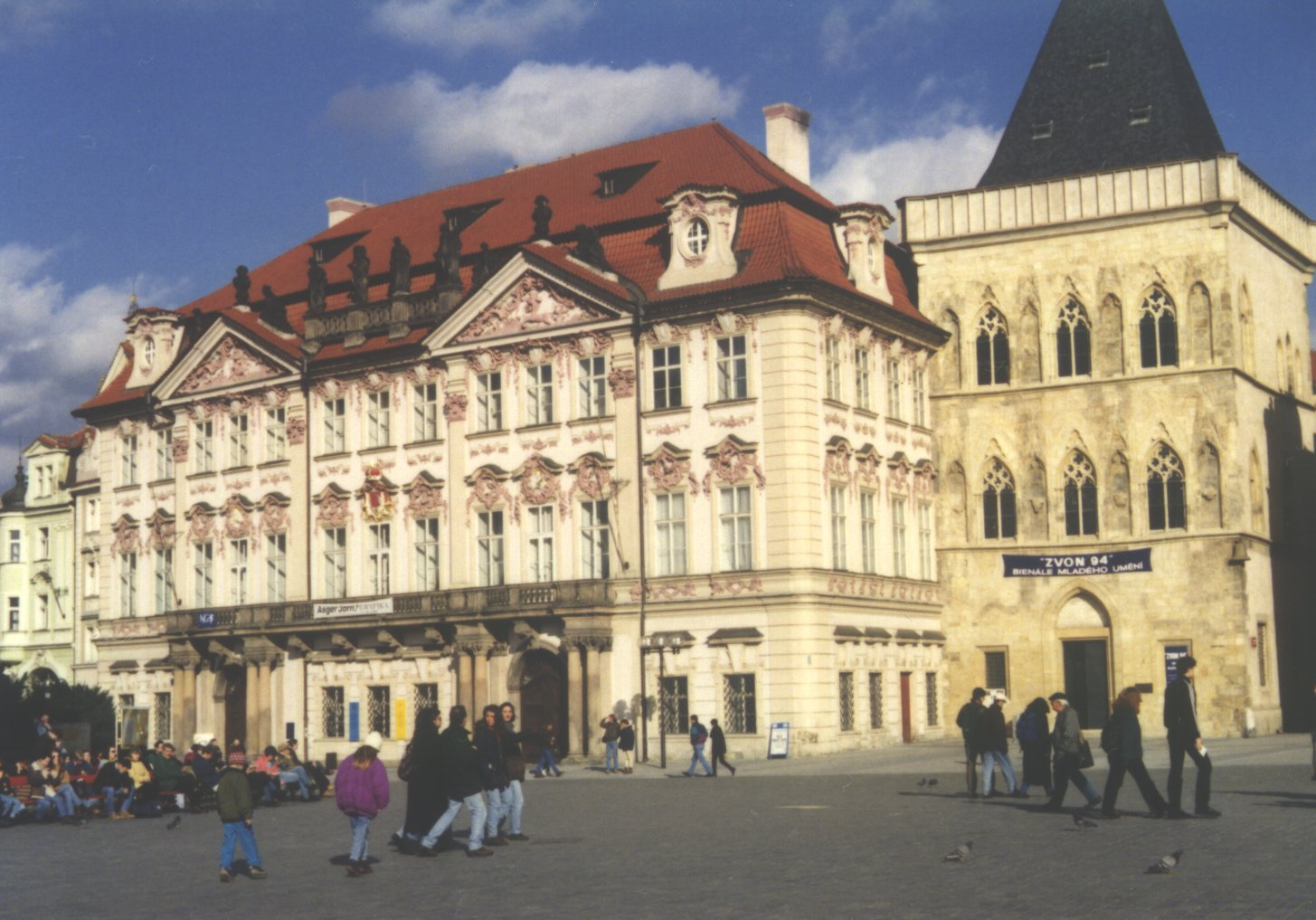
Palais Kinsky in Prag
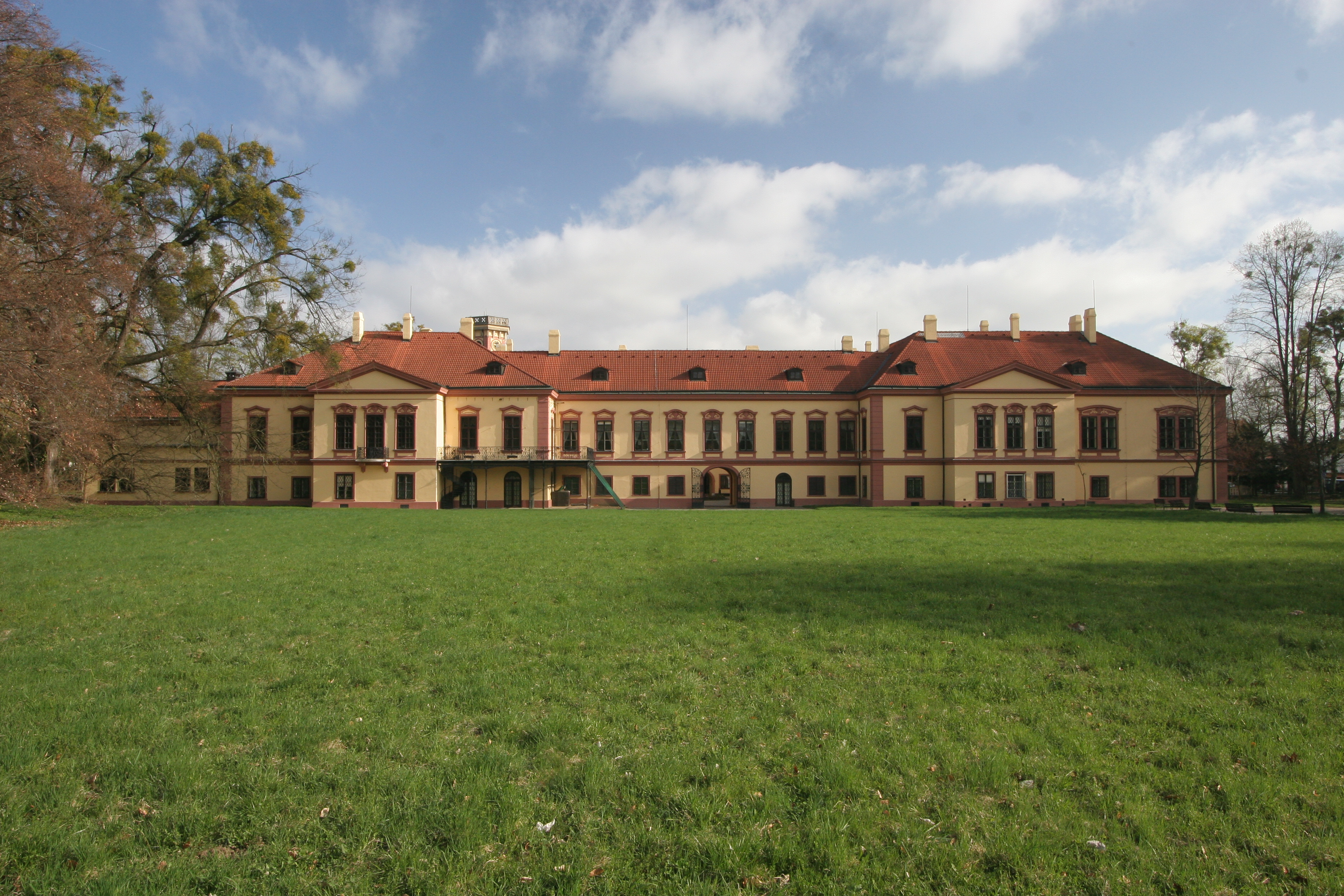
Schloss Hermannstädtel (Heřmanův Městec)
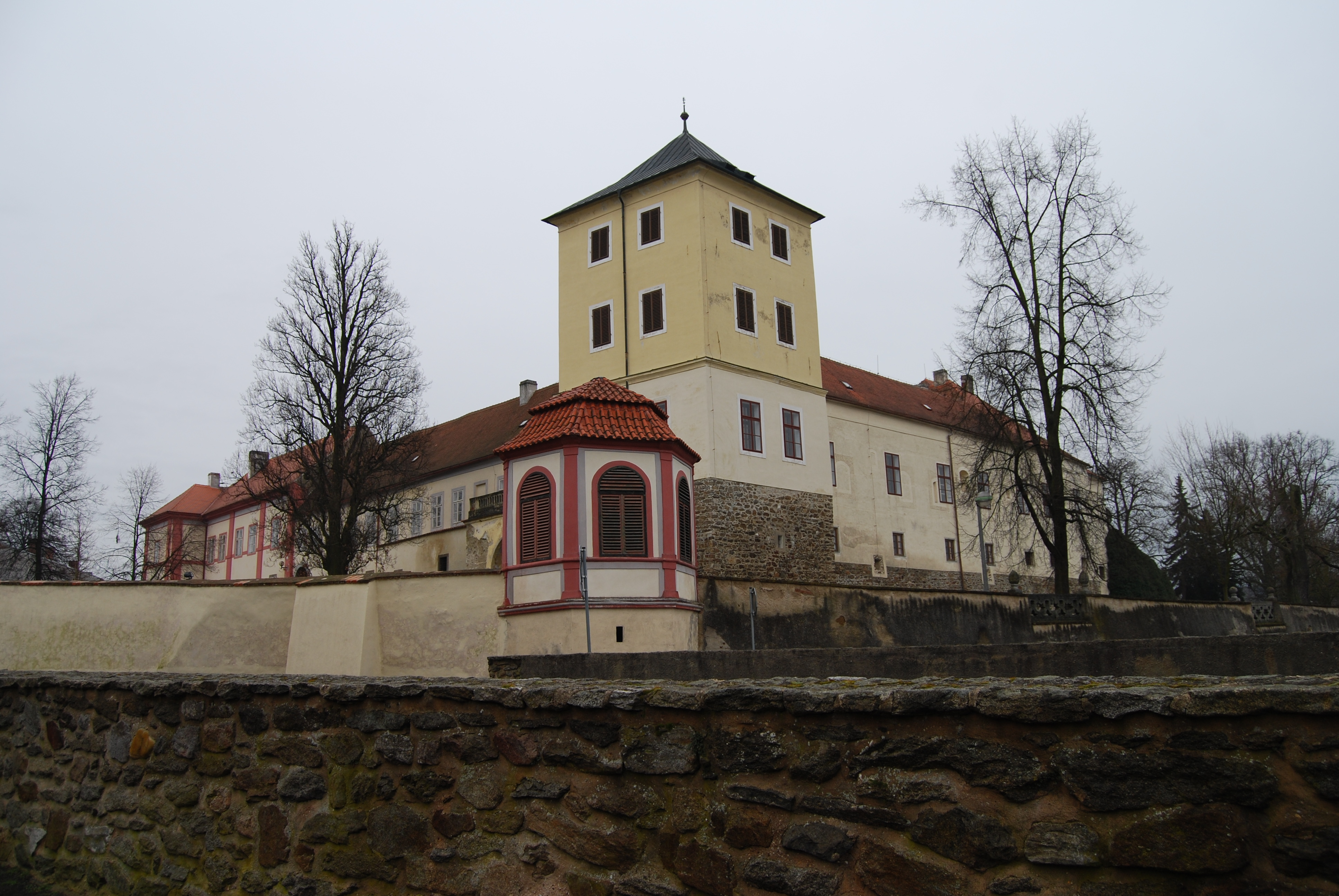
Schloss Horaschdowitz (Horažďovice)
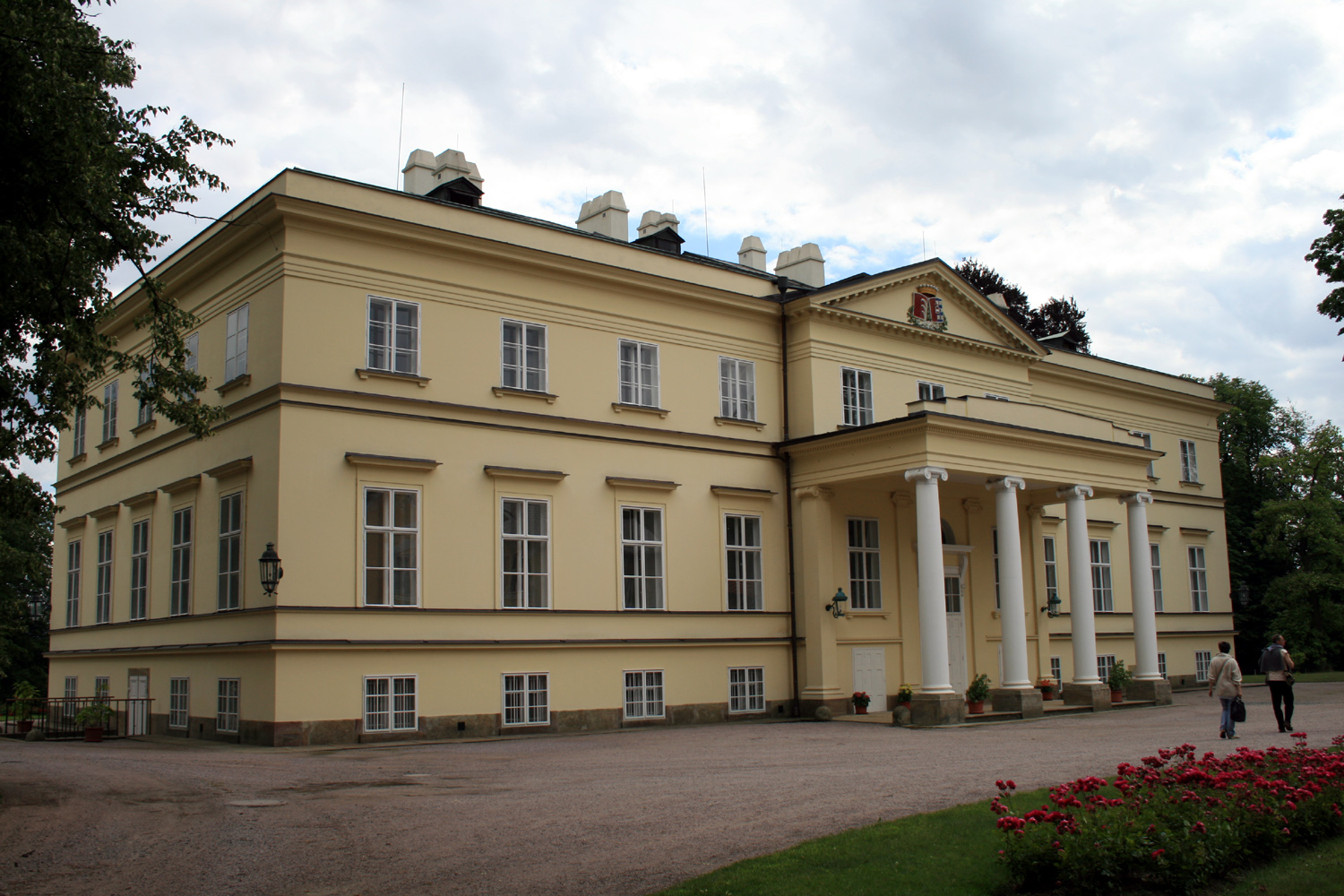
Schloss Adlerkosteletz (Kostelec nad Orlicí)
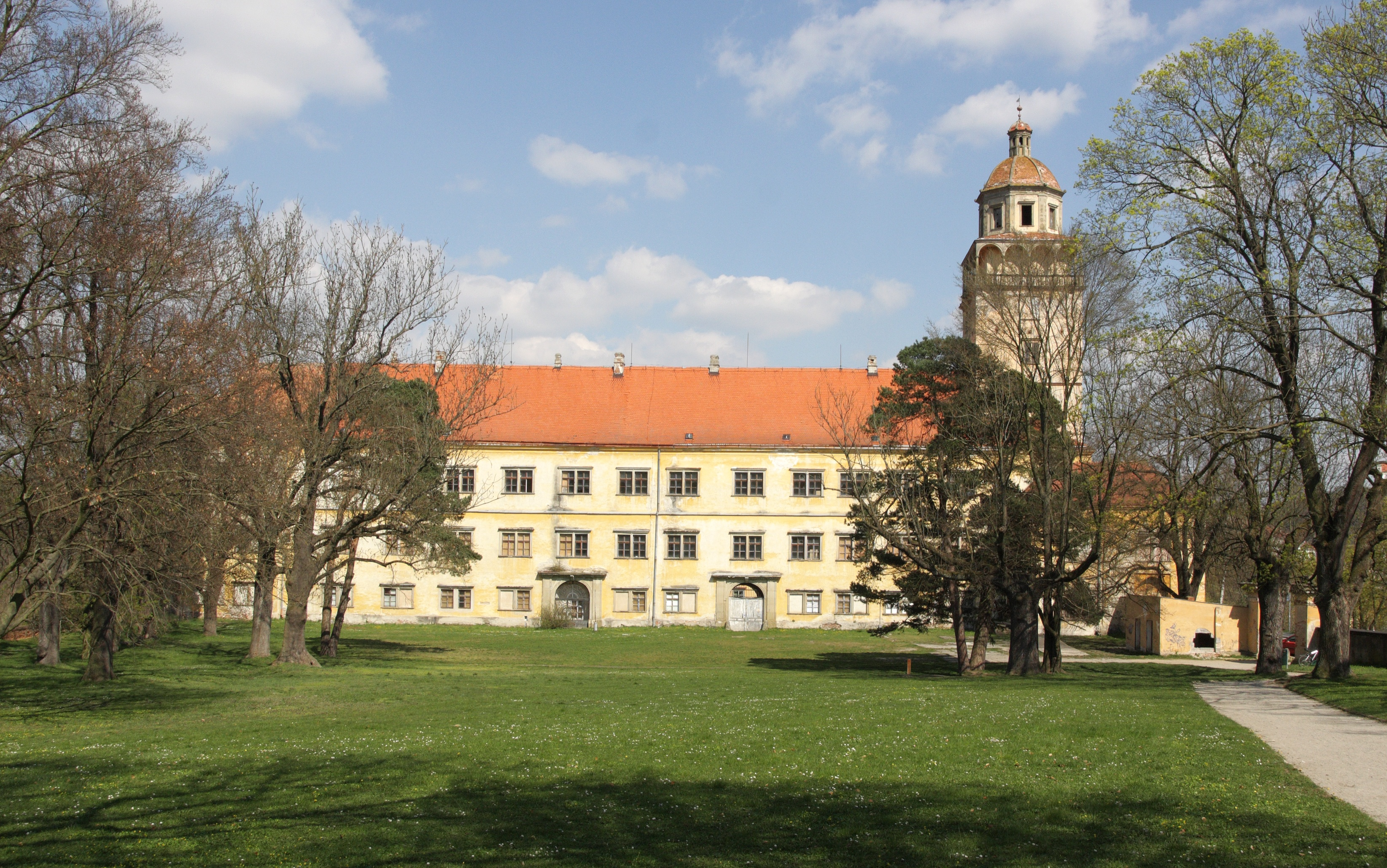
Schloss Mährisch Kromau

1790 erbte Fürstin Rosa, geb. Gräfin Harrach, das 1713–16 von Johann Lucas von Hildebrandt erbaute Palais Daun-Kinsky in Wien (bis 1986 im Besitz der fürstlichen Hauptlinie) sowie das Schloss Rosenhof im oberösterreichischen Mühlviertel, das ihr jüngerer Sohn Franz de Paula Josef erbte und welches 1973 im Erbgang an die Grafen Czernin fiel.

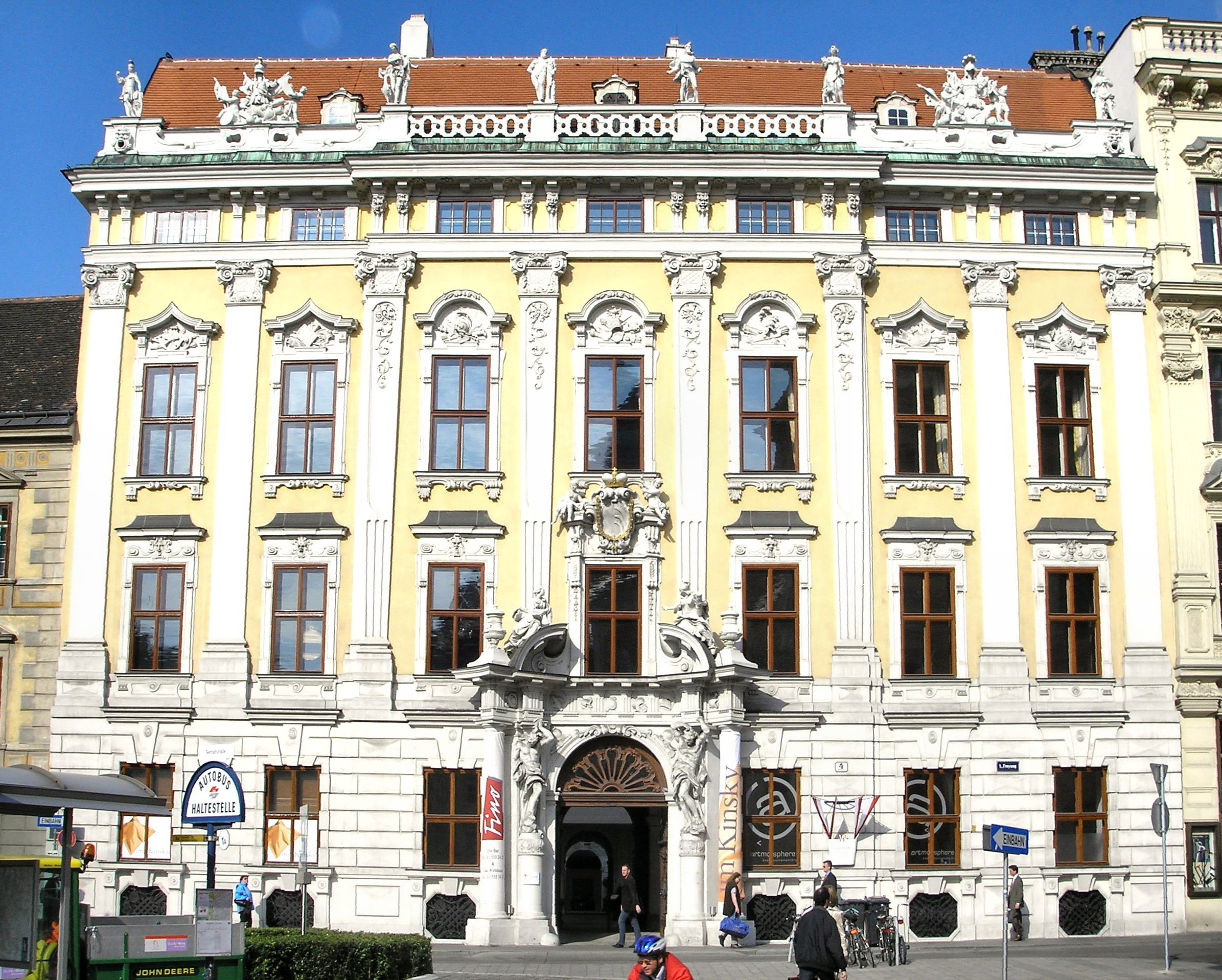
Palais Daun-Kinsky in Wien
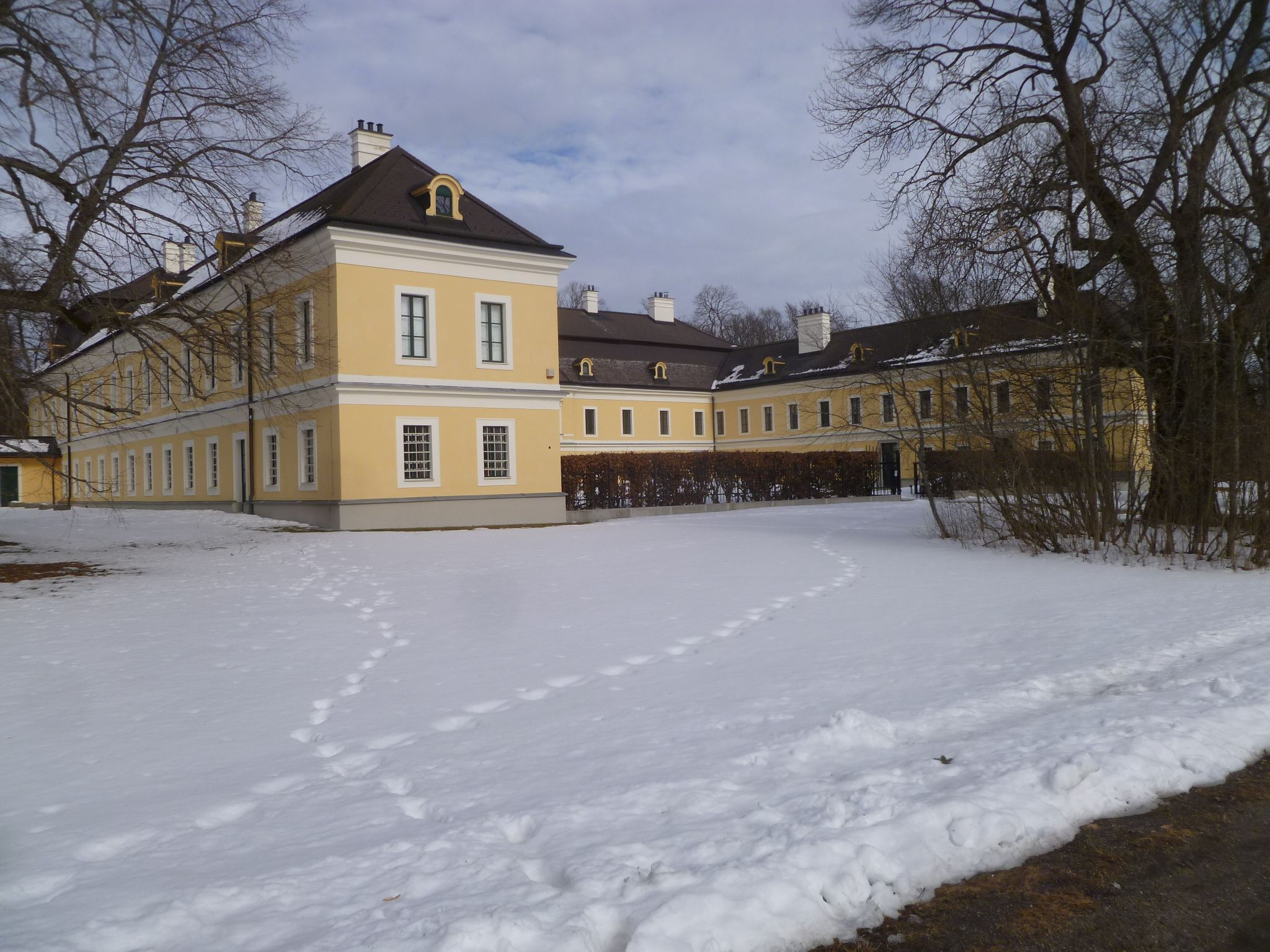
Schloss Rosenhof, Oberösterreich

Bis 1929 wurden 50 % des umfangreichen böhmischen Besitzes des Fürsten Rudolf (1859–1930) enteignet. Seinem Neffen und Erben Fürst Ulrich (1893–1938) blieben noch ca. 12.000 Hektar, eine Zuckerfabrik sowie Brauereien. Nach dem Zweiten Weltkrieg gingen die restlichen tschechischen Besitzungen durch Verstaatlichung infolge der Beneš-Dekrete verloren. Das Palais Kinsky in Wien wurde nicht zerstört, seine Kunstschätze blieben aber in Böhmen, wohin sie ausgelagert waren; 1986 verkaufte es Fürst Franz Ulrich (1936–2009), der mit seiner Mutter bereits während der deutschen Besetzung 1940 nach Argentinien ausgewandert war. Seit 2003 führte er 157 Prozesse um die Rückgabe enteigneten Besitzes im Wert von 1,3 Milliarden Euro. Heutiger Chef der fürstlichen Linie ist sein Sohn, Karl Maximilian (Carlos) (* Buenos Aires 1967), nach historischem Adelsrecht der 12. Fürst Kinsky von Wchinitz und Tettau.

## Heutige Besitze
Nach der Machtübernahme der kommunistischen Partei der Tschechoslowakei 1948 wurden auch die anderen Zweige der Familie enteignet.
Nach der Samtenen Revolution erhielten Giovanni und Pio Kinský dal Borgo aus der gräflichen Linie 1998–2002 in Restitution u. a. das Schloss Karlova Koruna (Karlskron) und den Wildtiergarten Žehuňská obora in Kněžičky mit dem Jagdschlösschen Obora (heute Hotel Obora Kinský) zurück. Ferner die Burg Kost, die zuvor den Grafen dal Borgo-Netolický gehört hatte. Ihr Vater, Graf Norbert Kinsky, hatte 1924 Anna-Maria dal Borgo-Netolický geheiratet, wodurch diese Güter sowie der Palazzo dal Borgo in Pisa, wo sie aufwuchsen, in die Familie kamen. Zur Verwaltung der Güter, Wälder und Teiche in den Bezirken Hradec Králové, Nymburk, Mladá Boleslav, Pardubice, Kolín und Jičín gründete dieser Familienzweig 2004 die Kinský dal Borgo a.s. mit Sitz in Chlumec nad Cidlinou. Auch das ehemalige Kloster Žďár wurde ihrem Onkel Graf Radslav Kinský 1991 restituiert. Das Schloss Kostelec nad Orlicí wurde 1997 einem jüngeren Zweig der fürstlichen Linie zurückerstattet.
Die niederösterreichische Burg Heidenreichstein ist 1961 durch die Ehe von Christian Leopold (* 1924 † 2011) aus dem Hause Morkowitz mit Josephine Marie Gräfin Van der Straten-Ponthoz an die Familie Kinsky gekommen. Hans Kinsky aus dem Zweig Horažďovice erwarb 1966 durch Heirat das Schloss Stadl an der Raab.

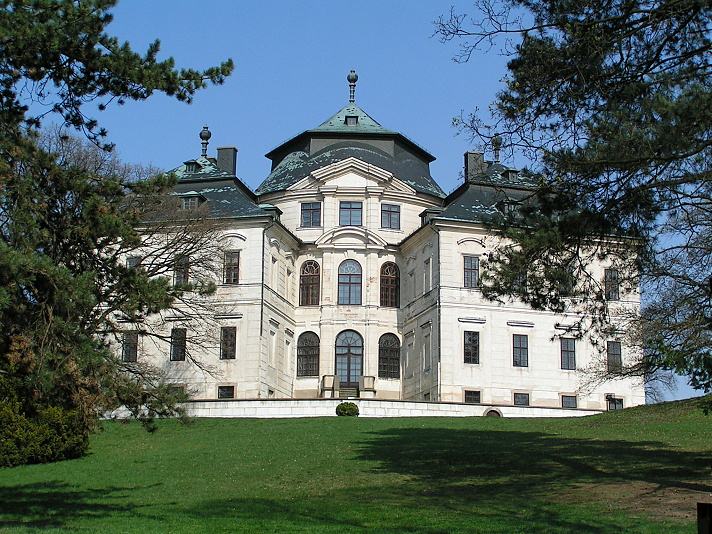
Schloss Karlskron, Ostböhmen
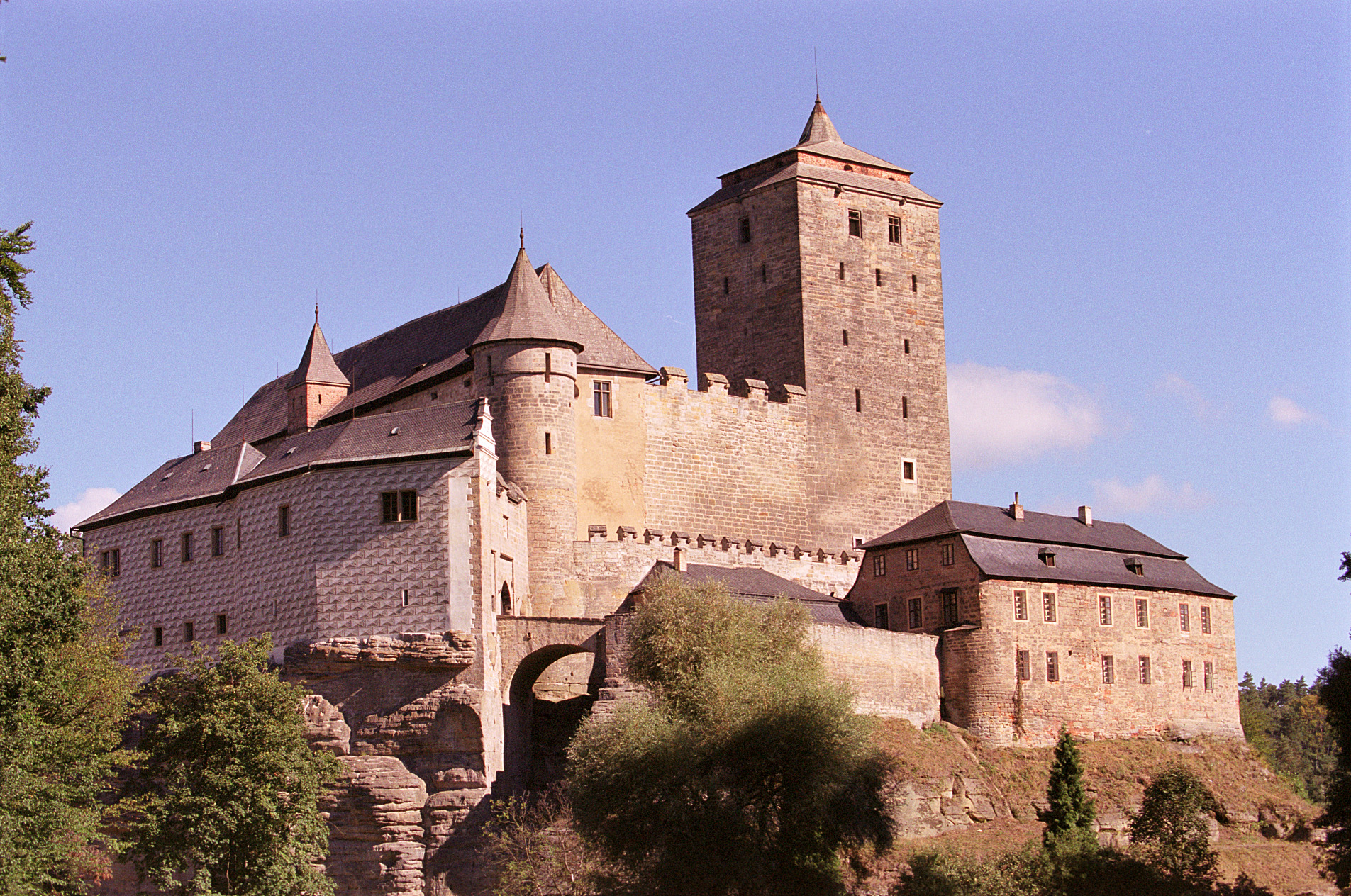
Burg Kost, Nordostböhmen
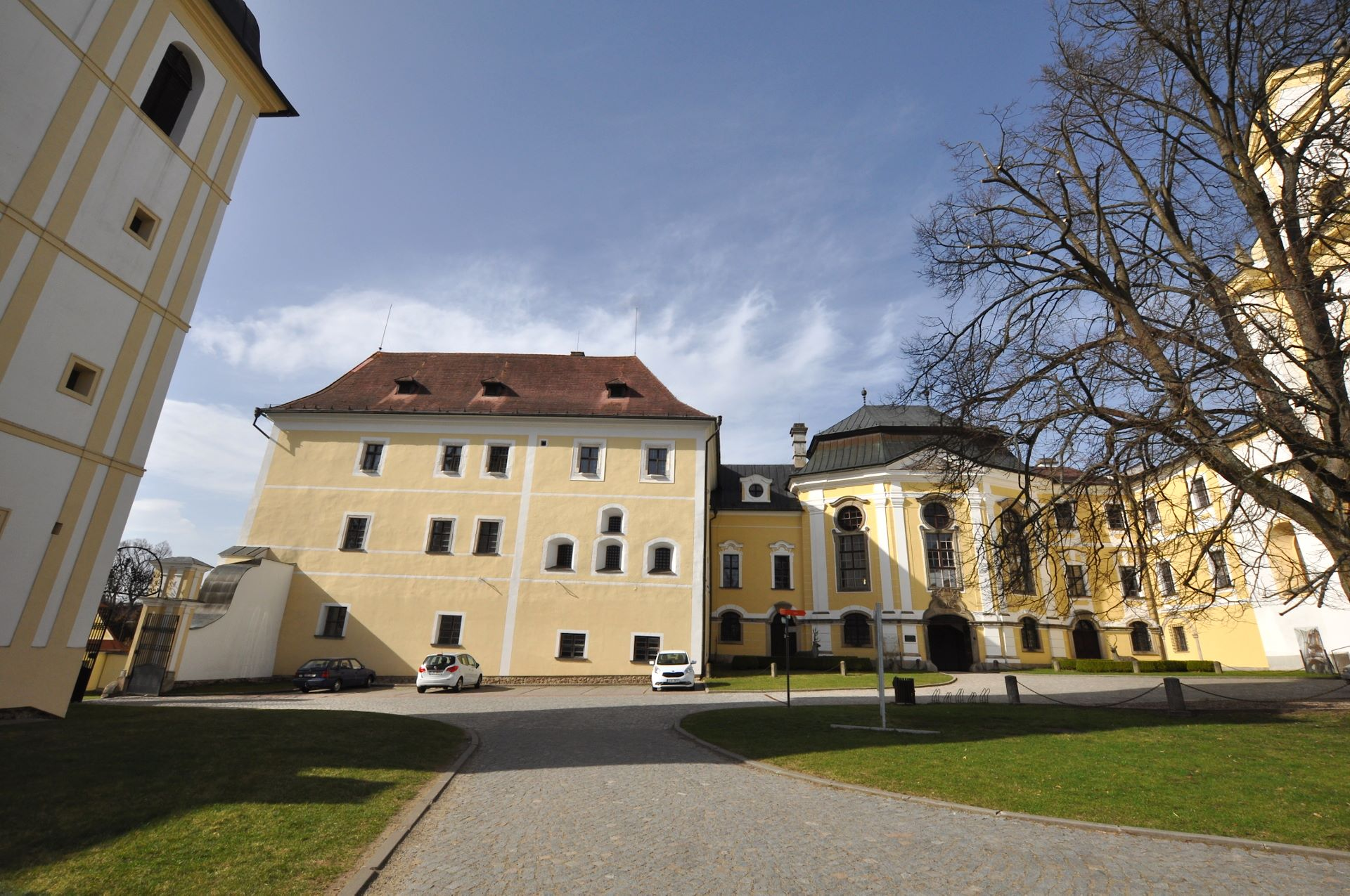
Kloster Saar, Mähren
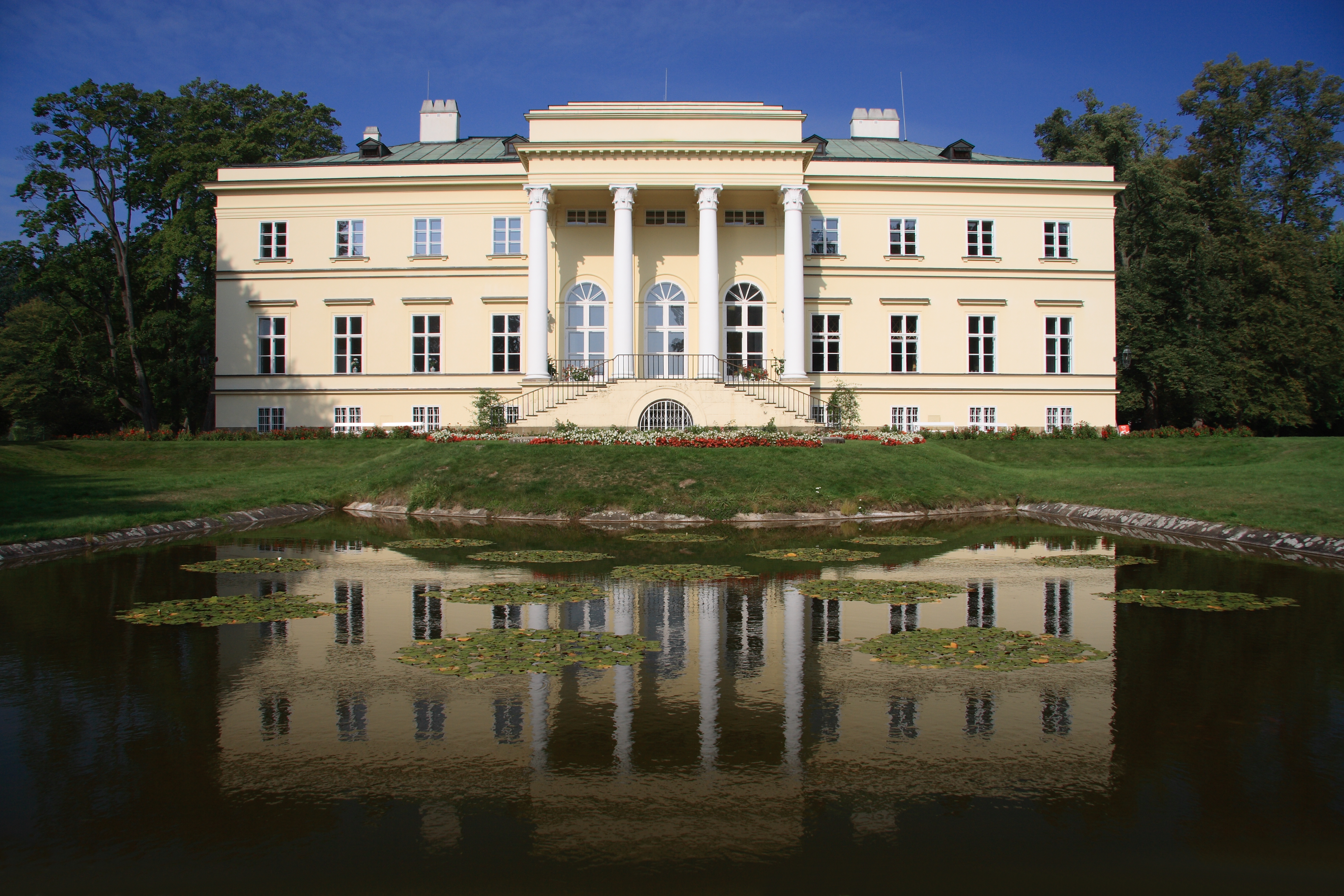
Schloss Adlerkosteletz, Königgrätzer Region
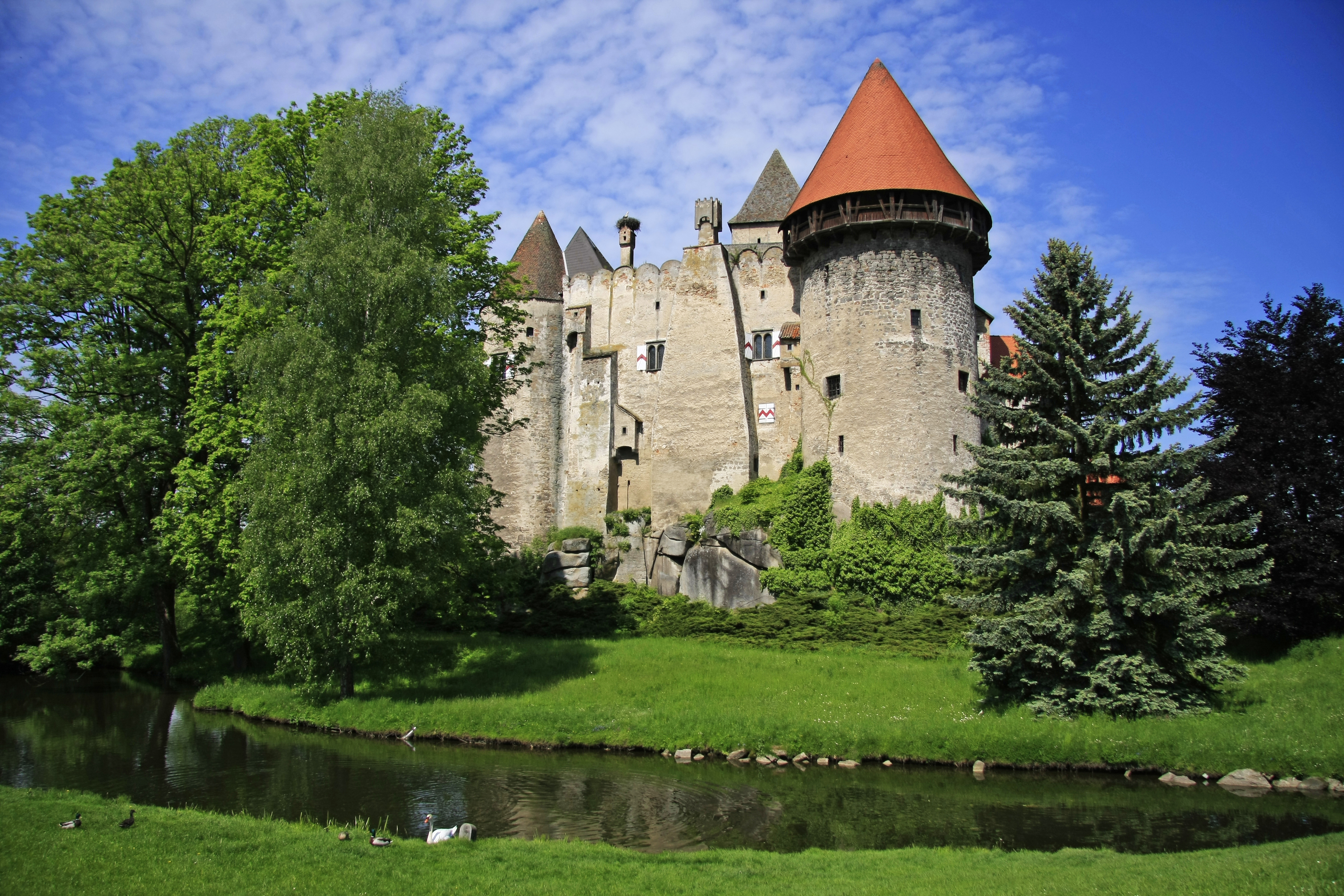
Burg Heidenreichstein, Niederösterreich

## Wappen
- Das Stammwappen zeigt in Rot drei vom linken Schildesrand ausgehende, abwärts gebogene silberne Wolfszähne. Auf dem Helm mit rot-silbernen Decken steht ein offener, rechts silberner und links roter Adlerflug.[5] Die Wappenfarbe rot-silber deutet möglicherweise auf einen fränkischen Ursprung der Familie hin.
- Das Wappen von 1746 und 1747 hat den Schild wie das Stammwappen, Fürstenhut und Fürstenmantel.

## Namensträger

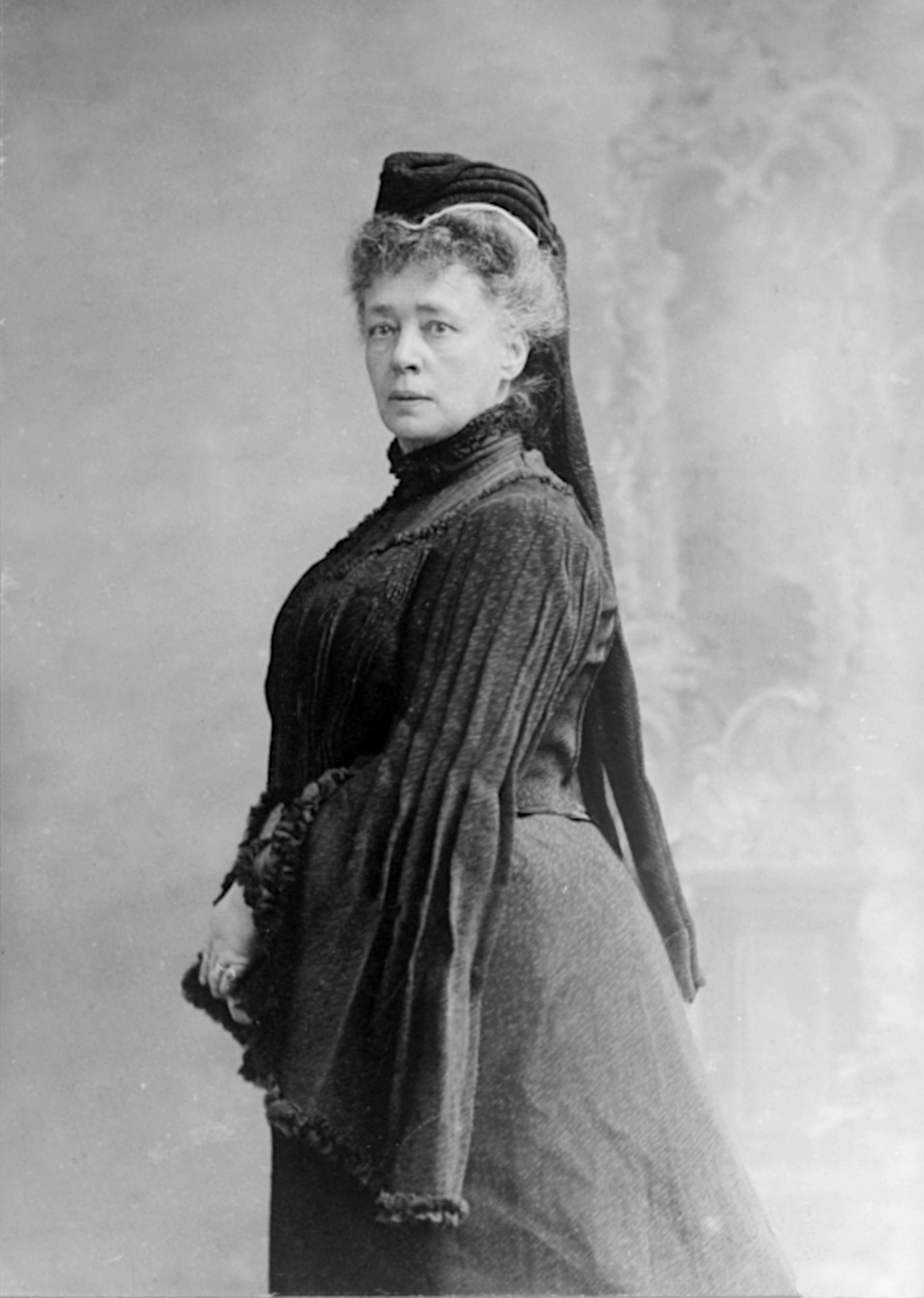
Bertha von Suttner, geb. Gräfin Kinsky von Wchinitz und Tettau (1843–1914), die erste Friedensnobelpreisträgerin (Fotografie von Carl Pietzner, 1906).

- Wilhelm Kinsky von Wchinitz und Tettau (1574–1634), böhmischer Staatsmann und Unterhändler
- Franz Ulrich Kinsky (1634–1699), böhmischer Diplomat und Staatsmann
- Wenzel Norbert Octavian Graf Kinsky (1642–1719), böhmischer Staatsmann
- Franz Ferdinand Graf Kinsky (* 1. Januar 1678; † 12. September 1741), böhmischer Staatsmann, Stammvater der gräflichen Linie
- Stephan Wilhelm Fürst Kinsky (1679–1749), 1. Fürst Kinsky (1746 böhmischer und 1747 Reichsfürstenstand)
- Philipp Joseph Kinsky (1700–1749), böhmischer Staatsmann, Ratgeber der böhmischen Königin Maria Theresia, Stammvater der fürstlichen Linie
- Johann Joseph Maximilian Graf Kinsky von Wchinitz und Tettau (1705–1780)[6], Industriegründer auf seiner Grundherrschaft Bürgstein
- Maria Theresia Gräfin Kinsky von Wichnitz und Tettau (1740–1806), verehelicht mit Andreas Fürst Poniatowski
- Philipp Kinsky von Wchinitz und Tettau (1741–1827), österreichischer General und Kammerherr
- Franz de Paula Fürst Kinsky (1726–1792), 3. Fürst seit 1752, Feldmarschallleutnant
- Anton Graf Kinsky von Wchinitz und Tettau (1774–1864), k. k. Feldmarschallleutnant, Stadt- und Festungskommandant von Salzburg, Ehrenbürger der Stadt Salzburg
- Joseph Graf Kinsky von Wchinitz und Tettau (1731–1804), Feldmarschall
- Franz Joseph Graf Kinsky von Wchinitz und Tettau (1739–1805), Kommandant der Theresianischen Militärakademie in Wiener Neustadt
- Ferdinand von Kinsky von Wchinitz und Tettau (1781–1812), 5. Fürst, böhmischer Offizier
- Franz Friedrich von Kinski und Tettau (1789–1845), preußischer Generalleutnant und Kommandant der Festung Jülich
- Rudolf Kinsky von Wchinitz und Tettau von Wchinitz und Tettau (1802–1836), 6. Fürst
- Octavian Joseph Graf Kinsky (1813–1896), Begründer der Kinsky-Pferdezucht (1838)
- Franziska Kinsky von Wchinitz und Tettau (1813–1881), Fürstin von und zu Liechtenstein
- Christian von Kinsky (1822–1894), Mitglied des Abgeordnetenhauses des österreichischen Reichsrates und Landmarschall von Niederösterreich.
- Ferdinand Bonaventura Kinsky von Wchinitz und Tettau (1834–1904), 7. Fürst
- Bertha von Suttner (1843–1914), geborene Gräfin Kinsky, Pazifistin, Friedensnobelpreisträgerin 1905
- Karl Fürst Kinsky von Wchinitz und Tettau (1858–1919), 8. Fürst
- Rudolf Fürst Kinsky von Wchinitz und Tettau (1859–1930), Bruder von Karl, 9. Fürst
- Ulrich Fürst Kinsky (1893–1938), Neffe von Karl und Rudolf, 10. Fürst
- Ferdinand Graf Kinsky (1934–2020), deutscher Politikwissenschaftler
- František Oldřich Kinský (Franz Ulrich, 1936–2009), Sohn von Ulrich, 11. Fürst, tschechisch-argentinischer Grundbesitzer
- Hans Kinsky (1937–2004), österreichischer Politiker, Dritter Präsident des Steiermärkischen Landtages
- Marie Kinsky von Wchinitz und Tettau (1940–2021), Fürstin von und zu Liechtenstein
- Karl-Maria Kinsky (1955–2021), österreichischer Schauspieler
- Margie Kinsky (* 1958), italienische Schauspielerin und Kabarettistin
- Andreas Kinsky (* 1967), österreichischer Politiker, Landtagsabgeordneter

## Literatur

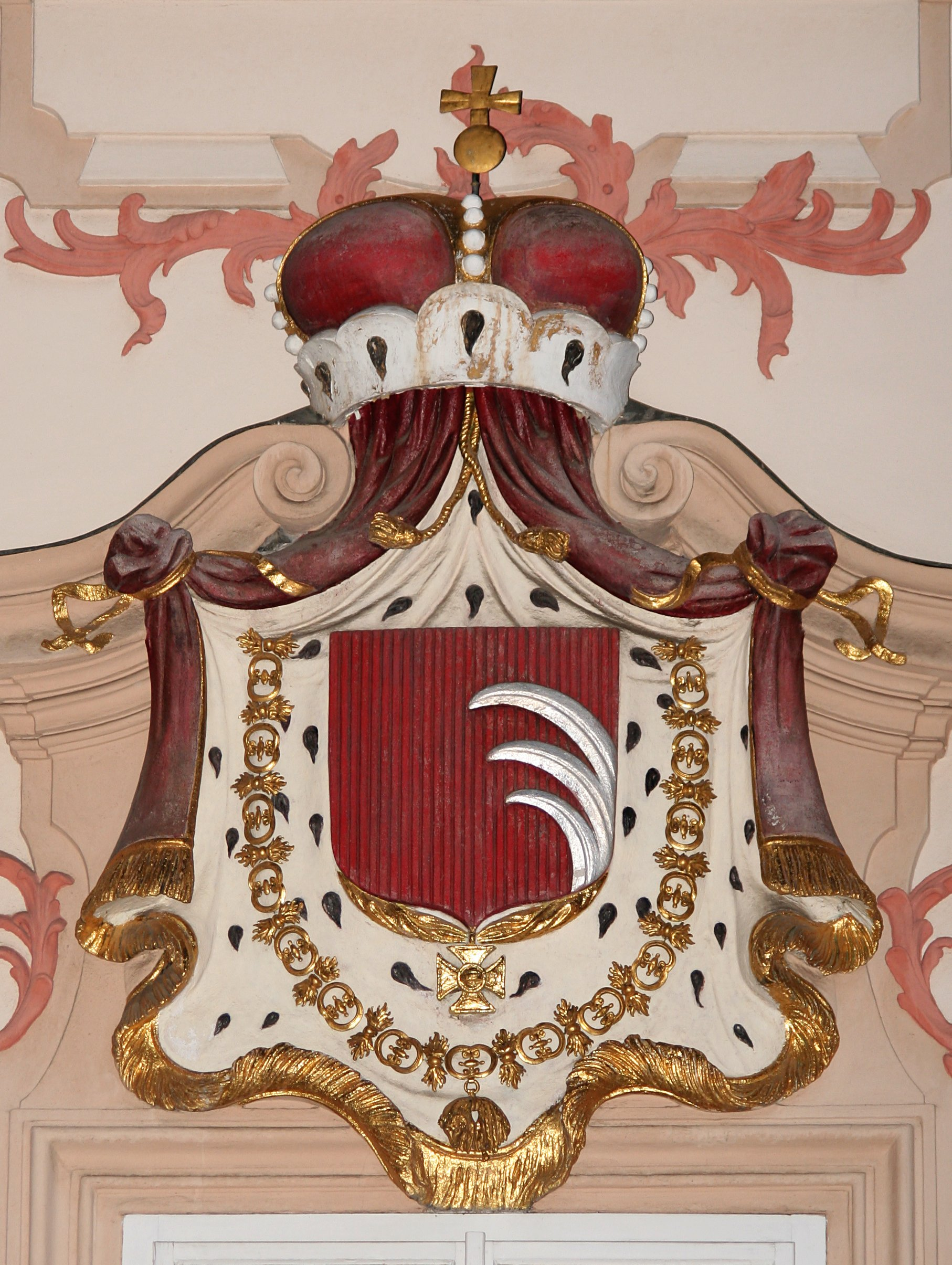
Fürstliches Wappen am Palais Kinsky in Prag